# Вартберг (культура)

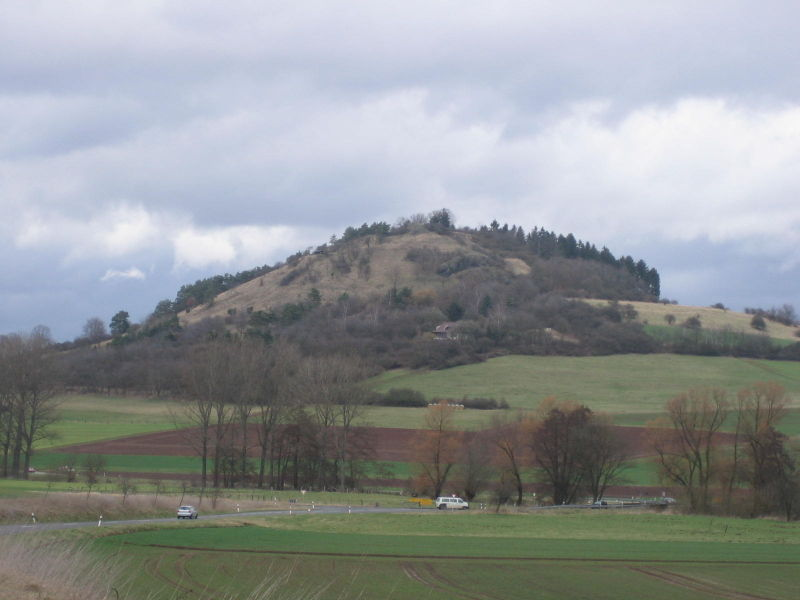
Холм Вартберг у г. Кирхенберг

Культура Вартберг или Вартбергская культура, нем. Wartbergkultur, или же Культура бутылок с кромкой, англ. Collared bottle culture, нем. Kragenflaschenkultur — доисторическая археологическая культура позднего неолита в Центральной Европе. Название культуре дал археологический памятник — холм Вартберг, расположенный на высоте 306 м над уровнем моря около Ниденштайн-Кирхберга на севере Гессена в Германии. 

## Характеристика
Вартбергская культура была распространена на севере Гессена, юге Нижней Саксонии и западе Тюрингии; вероятно, на юге доходила до Рейнланда, однако последнее предположение оспаривается. Культура охватывает ряд поселений с общими характеристиками, существовавших в период около 3600-2800 гг. до н. э. По-видимому, Вартбергская культура является региональным ответвлением Михельсбергской и баальбергской культур. Современниками вартбергской культуры были культура Бернбург и культура воронковидных кубков.
Преемником культуры Вартберг является культура шнуровой керамики.
Образ жизни вартбергской культуры плохо изучен. Судя по местонахождению памятников и ряду находок, культура была оседлой, рацион составляли продукты сельского хозяйства и животноводства, однако охота также могла играть немаловажную роль. Культура поддерживала широкие торговые контакты с соседними регионами.
Судя по наличию земляных сооружений и коллективных захоронений, в культуре была в значительной степени развита социальная организация.

## Памятники

### Поселения
Почти все известные к настоящему времени поселения возникли через несколько сот лет после появления вартбергской керамики; ранние поселения до настоящего времени неизвестны.

### Мегалитические гробницы

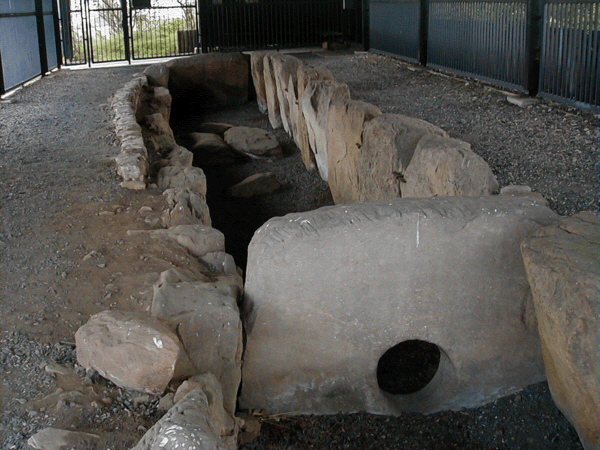
Цюшенская гробница

Материалы вартбергской культуры также обнаружены в ряде галерейных гробниц (тип мегалитической гробницы). Их связь с вартбергскими поселениями была установлена только в 1960—1970-е годы, таким образом, в ряде работ эти гробницы рассматриваются как отдельная Гессенско-Вестфальская группа каменных гробниц.
Среди этих гробниц — такие, как Цюшенская гробница около Фритцлара, Лора, Альтендорф, Нидерцойцхайм, Нидертифенбах и др. Возможно, к этому же типу относится гробница в Мушенхайме около Мюнценберга, а также разрушенная после 1945 г. гробница у Бад-Фильбеля около Франкфурта.
В гробницах обнаружены погребённые останки многочисленных людей (в альтендорфской — как минимум 250 человек) различного возраста и пола. Лора является исключением, поскольку в ней останки были кремированы. Погребальные дары — немногочисленные, включают керамику (бутылки с ободком), каменные орудия и кости животных, в особенности челюсти лис, возможно, игравших тотемную роль. В Цюшенской гробнице также обнаружены изображения.
Некоторые гробницы ассоциируются с расположенными поблизости раскопками поселений, как, например, Цюшенская гробница, у которой находится селение Хазенберг, а также Кальденский дольмен с земляным сооружением. По мнению немецкого археолога госпожи Вальтрауд Шрикель, галерейные гробницы говорят о западноевропейском влиянии, возможно, из области Парижского бассейна во Франции, где встречаются подобные гробницы. Вартбергские гробницы начали появляться около 3400 г. до н. э., то есть задолго до любого из известных поселений данной культуры.

### Менгиры
Ряд отдельно стоящих менгиров обнаружен на севере Гессена и западе Тюрингии. Хотя их датировка неизвестна, их географическое распространение позволяет связать их с Вартбергской культурой.

### Земляные ограды
Кальденский вал, обнаруженный в Кальдене к северо-западу от современного города Кассель, был сооружён около 3700 г. до н. э. Он состоял из двух рвов и палисадного ограждения, внутри которого находилась территория около 14 гектаров. В ограждении было 5 проходов. Хотя данный вал можно было бы рассматривать как относящийся к Михельсбергской культуре, для которой подобные валы были обычными, артефакты, найденные в окрестностях, указывают скорее на раннюю стадию Вартбергской культуры. По-видимому, в течение нескольких столетий существовала традиция закапывать кости животных (оставшиеся после еды?) и обломки керамической посуды в частично заполненных земляных рвах. Во рвах также обнаружены человеческие захоронения. Данная деятельность продолжалась примерно до 2000 г. до н. э.
В противоположность описанному выше земляному сооружению, вал вокруг поселения в Виттельсберге играл чисто оборонительную роль.

## Находки

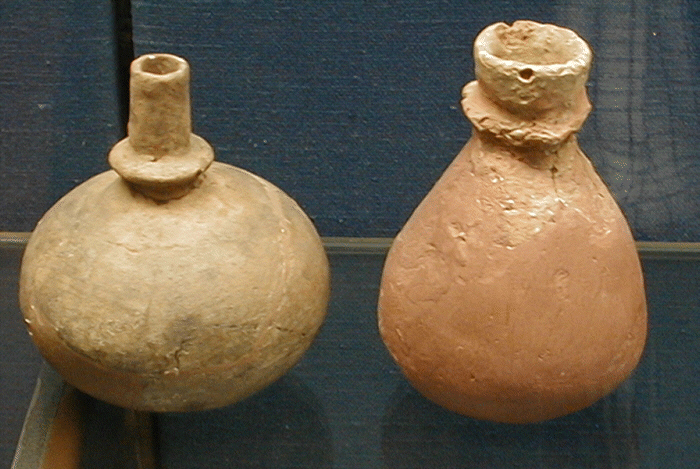
Бутылки с «воротниковым горлышком» из Цюшенской гробницы

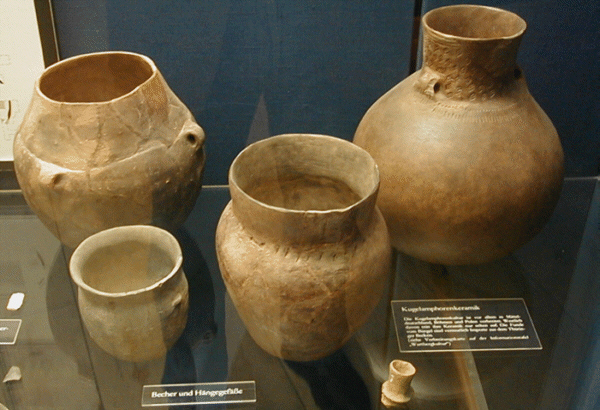
Типичная вартбергская керамика в кассельском музее

### Керамика
Вартбергская керамика изготовлена вручную (то есть без гончарного круга), нередко весьма грубого исполнения. Типичные формы середины 4-го тысячелетия — кастрюли с завёрнутым внутрь ободком и глубокими насечками, кубки с полосовидными ручками, бутылки с окаймлёнными («воротничковыми») горлышками и др. Наличие керамики с узором в виде глубоких насечек, а также глиняных барабанов, свидетельствует о связи с культурой воронковидных кубков Центральной Германии.
На позднем этапе развития Вартбергской культуры появляются кубки с полосовидными ручками, воронковидные кубки, различные чаши, крупные сосуды с отверстиями под венчиком и воротничковые бутыли. Примечательно, что часто встречаются бутыли с окаймлённым («воротничковым») горлышком, не в последнюю очередь в захоронениях. Бутылки изготовлены более тщательно, чем прочие сосуды; их специфическая форма свидетельствует об их особом назначении, возможно, для хранения редкого материала типа масла или серы.

### Изделия из камня и кости
Широко распространены сланцевые топоры, иногда встречаются сланцевые рубила. Вартбергская культура создавала хорошо обработанные наконечники стрел с хвостовым оперением и «крыльями». В захоронениях и поселениях обнаружены различные костяные изделия, в основном наконечники.

## Палеогенетика
- Полногеномный анализ 42 человек, которые были похоронены в коллективном захоронении культуры Вартберг в Нидертифенбахе (горный массив Таунус) в Германии (3300—3200 лет до н. э.), показал, что это фермерское сообщество было генетически гетерогенным и несло удивительно большой предковый компонент охотников-собирателей (34—58 %). Дата смешения предковых компонентов, связанных с ранними фермерами и с мезолитическим темнокожим, черноволосым, и, вероятно, голубоглазым человеком из Лошбура (Loschbour HG)?! (Люксембург), как представителем западных охотников-собирателей (WHG)[англ.] в популяции Нидертифенбаха, оценена с помощью программ ALDER и DATES периодом между 3860 и 3550 годами до н. э. По сравнению с современными европейцами у индивидуумов из Нидертифенбаха иммунный ответ был в первую очередь направлен на защиту от вирусных инфекций (нидертифенбахские индивидуумы продемонстрировали особый генофонд антигенов лейкоцитов человека). У всех 16 мужчин определена Y-хромосомная гаплогруппа I2 (у 10 человек определён субклад I2c1a1). У 29 человек определены различные митохондриальные гаплогруппы: U, U2e1c, U2e1c1, U3a1, U4'9, U5b, U5b1b, U5b1h, U5b2b2, U5b3, J1c1, J1c2, J1c3g, J2b1a, J2b1a2, HV0a, H, H1, H3aa, H5, H5u, H7d, X2c1, V10, K1a3, K1e, K2b1a[18][19].